# La Diversité du monde

La Diversité du monde - Structures familiales et modernité est un livre d'Emmanuel Todd, paru en 1999 aux éditions du Seuil.
Ce livre regroupe, avec une préface inédite, deux essais antérieurs d'Emmanuel Todd :
- La Troisième Planète : Structures familiales et système idéologiques, publié en 1983,
- L'Enfance du monde : Structure familiale et Développement, publié en 1984.